# Hengelo-o-o
Hengelo-o-o is een lied van de Nederlandse cabaretier Jeffrey Spalburg. Het werd in 2012 als single uitgebracht.

## Achtergrond
Hengelo-o-o is geschreven door Wiboud Burkens, Jeffrey Spalburg en Maarten van Hinte en geproduceerd door Burkens. Het is een lied dat past in het genre reggae en wordt door Spalburg omschreven ode aan de stad Hengelo en de volledige landstreek Twente met een knipoog. Spalburg zorgde er expres voor dat er een groot contrast was met de stijl van het lied, de reggae die de uit Suriname afkomstige familie van Spalburg veel luisterde, en de videoclip die bij het nummer werd gemaakt, waarbij de artiest tussen de koeien op een boerderij te zien was. 
Het nummer werd oorspronkelijk gemaakt voor de theatervoorstelling Thuus van Spalburg en werd vervolgens in december 2012 als single uitgebracht. Zeven maanden na uitbrengen ging het nummer viraal op mediaplatform YouTube, nadat de videoclip voor het nummer online was geplaatst. De muziekvideo werd in korte tijd meer dan een miljoen keer bekeken en verschillende media besteedden aandacht aan het lied. De gemeente Enschede riep zelfs aan hun inwoners op of zij een soortgelijke ode aan hun stad konden maken. Het nummer werd en is anno 2023 de grootste en enige hit uit de carrière van Spalburg. In 2014 ontving Spalburg op 9 januari De Nijverbij van de Gemeente Hengelo, omdat hij met Hengelo-o-o de gemeente positief onder de aandacht had gebracht.

## Hitnoteringen
De cabaretier had succes met het lied in de hitlijsten van Nederland. Het piekte op de zestiende plaats van de Nederlandse Single Top 100 in de drie weken dat het in deze hitlijst stond. De Nederlandse Top 40 werd niet bereikt; het kwam hier tot de zestiende plaats van de Tipparade.